# Oakes Fegley
Pour les articles homonymes, voir Fegley.
Oakes Fegley, né le 11 novembre 2004 à Allentown (Pennsylvanie), est un acteur américain.

## Biographie
Né à Allentown, dans l'état de la Pennsylvanie, il est le fils des acteurs Michael Fegley and Mercedes Tonne. Son frère cadet (né en 2009) Winslow Fegley (en) est également acteur. 

## Filmographie

### Cinéma

#### Courts métrages
- 2011 : Glass de Courtney Hope Thérond : Enfant
- 2013 : Children of the Moon de Daniel DiBella : Michael

#### Longs métrages
- 2014 : Fort Bliss de Claudia Myers : Paul Swann
- 2014 : C'est ici que l'on se quitte (This Is Where I Leave You) de Shawn Levy : Judd Altman, jeune
- 2015 : Prism de Cal Robertson : Bryan jeune
- 2016 : Peter et Elliott le dragon (Pete's Dragon) de David Lowery : Peter
- 2017 : Le Musée des merveilles (Wonderstruck) de Todd Haynes : Ben
- 2017 : The Truth About Lies de Phil Allocco
- 2019 : Billboard de Zeke Zelker : Josh
- 2019 : Le Chardonneret (The Goldfinch)  de John Crowley  : Theodore « Theo » Decker, jeune
- 2019 : When the Moon Was Twice as Big (post-production) de Bill Jacobs : Jeffrey
- 2020 : Mon grand-père et moi (The War with Grandpa) de Tim Hill : Peter
- 2022 : The Fabelmans de Steven Spielberg : Chad Thomas
- A venir[Quand ?] : Who Framed Tommy Callahan de Harry Kellerman : Tommy Callahan

### Télévision
- 2014 : Boardwalk Empire : Elias « Eli » Thompson enfant (saison 5, épisodes 1, 2 & 4)
- De 2014 à 2016 : Person of Interest : Gabriel Hayward (saison 4, épisodes 10 & 12 et saison 5 épisode 6)
- 2024 : Dark Matter : Charlie Dessen